# Спринг Хил (Пенсилванија)
Спринг Хил (енгл. Spring Hill) насељено је место без административног статуса у америчкој савезној држави Пенсилванија.

## Демографија
По попису из 2010. године број становника је 839, што је 131 (-13,5%) становника мање него 2000. године.
| Група             | 2000.       | 2010.       |
| Белци             | 953 (98,2%) | 827 (98,6%) |
| Афроамериканци    | 2 (0,2%)    | 0 (0,0%)    |
| Азијати           | 0 (0,0%)    | 0 (0,0%)    |
| Хиспаноамериканци | 7 (0,7%)    | 4 (0,5%)    |
| Укупно            | 970         | 839         |